# UniLad
Unilad (écrit UNILAD) est un site internet britannique, édité par une société du même nom.

## Historique
La première version du site (unilad.com) est lancée en 2010 par Alex Partridge, alors étudiant à l'Université de Plymouth avec pour objectif de promouvoir la « lad culture ». Le site cible les étudiants hommes du Royaume-Uni et se décrit comme le « magazine numéro un de la lad culture étudiante ». Le site est fermé en 2012 à la suite d'une polémique autour de contenus misogynes postés sur le site.
La marque est ensuite rachetée par Liam Harrington et Sam Bentley, deux natifs de Manchester qui relancent le site en 2014 à l'adresse unilad.co.uk en précisant qu'il n'a aucun rapport avec le site précédent. Unilad est depuis devenu la source de contenus parmi les plus partagés sur les réseaux sociaux et notamment sur Facebook : sa page est suivie par plus de 30 millions de personnes en 2017, et les 50 vidéos qu'elle poste par semaine génèrent plus de 3 milliards de vues par mois. Le concurrent direct du site, The Lad Bible, est édité par 65twenty.